# Међународни дан демократије
Генерална скупштина Уједињених нација је 2007. године одлучила да се 15. септембар обележава као Међународни дан демократије — у циљу промовисања и одржавања принципа демократије — и позвала све државе чланице и организације да обележе тај дан на одговарајући начин који доприноси подизању свести јавности.

## Позадина
У септембру 1997. Интерпарламентарна унија (ИПУ) усвојила је Универзалну декларацију о демократији. Та Декларација афирмише принципе демократије, елементе и остваривање демократске власти, као и међународни опсег демократије.
Међународне конференције о новим и обновљеним демократијама почеле су 1988. на иницијативу председнице Филипина Коразон Акино након што је такозвана мирна „Револуција моћи народа“ збацила 20-годишњу диктатуру Фердинанда Маркоса. У почетку је то био међу-владин форум, процес се развио у трипартитну структуру уз учешће влада, парламената и цивилног друштва. Шеста конференција која је одржана у Дохи, у Катару, 2006. године учврстила је трипартитну природу процеса и завршила декларацијом и Планом акције који су реафирмисали основне принципе и вредности демократије.
Пратећи исход шесте конференције, саветодавни одбор који је основао председавајући процеса, Катар, одлучио је да промовише Међународни дан демократије. Катар је преузео вођство у изради текста резолуције Генералне скупштине Уједињених нација и сазвао консултације са државама чланицама УН. На предлог Интерпарламентарне уније, 15. септембар (датум Универзалне декларације о демократији) изабран је за дан када ће међународна заједница сваке године славити Међународни дан демократије. Резолуција под називом „Подршка система Уједињених нација напорима влада да промовишу и консолидују нове или обновљене демократије“ усвојена је консензусом 8. новембра 2007. године.

## Историја
Тема за 2009. била је „Демократија и политичка толеранција“. У седишту УН одржан је говор генералног секретара и пројекција документарног филма Молим вас гласајте за мене.
Интерпарламентарна унија је 2013. године промовисала Међународни дан демократије кроз своје парламенте у 162 земље широм света. Као резултат тога, велики број парламената из целог света је најавио да ће се њихове прославе одржати 15. септембра или близу тог датума.
Тема године била је „Јачање гласова за демократију“ и унија је покренула онлајн такмичење како би чула и прикупила приче локалних шампиона демократије који су успели да се њихов глас чује. Ове приче су требале да инспиришу људе да предузму акцију у сопственој заједници.
Тема Међународног дана демократије 2014. године било је „Ангажовање младих о демократији“.
Учешће младих има посебно значење за унију и у току је програм за промовисање укључивања младих мушкараца и жена у демократски процес, као наставак резолуције коју је усвојила Скупштина уније 2010. године. 
Тема 2015. године била је „Простор за цивилно друштво“.
Тема 2017. године била је „Демократија и превенција сукоба“.
Тема Дана демократије 2019. била је „учешће“.
Тема Међународног дана демократије 2022. је „Заштита слободе медија за демократију“.